# U Scuti
U Scuti är en förmörkelsevariabel av Beta Lyrae-typ (EB/SD) i stjärnbilden Skölden.
Stjärnan varierar mellan visuell magnitud +10,08 och 11,04 med en period av 0,95498575 dygn eller 22,919658 timmar.